# Monastère Saint-Joseph du Bessillon
Le monastère Saint-Joseph du Bessillon est un monastère situé à Cotignac au pied du Bessillon dans le Var. Construit à l'origine par des prêtres oratoriens (à la suite de l'apparition de saint Joseph à Cotignac), le couvent est abandonné à la Révolution et tombe en ruines. Une communauté religieuse bénédictine s'y installe en 1975, après avoir quitté Médéa en Algérie. C'est l’architecte Fernand Pouillon qui réalise les plans de ce nouveau monastère. En 2019, les religieuses bénédictines cèdent le couvent à des religieuses de la congrégation Mater Dei, venant d'Argentine.
Dans ce lieu est vénéré saint Joseph, de nombreux pèlerins s'y rendent chaque année pour y prier et y boire l'eau d'une source qualifiée de « miraculeuse ».

## Historique

### Apparition de saint Joseph
Le 7 juin 1660, un berger nommé Gaspard Ricard garde son troupeau sur le versant du Bessillon. À court d'eau et assoiffé, il voit soudain un vieil homme sur un rocher qui lui dit : « Je suis Joseph, enlève le rocher et tu boiras. » Gaspard enlève aisément le rocher et boit,,. Il se rend précipitamment au village pour raconter son aventure et les habitants du village accourent, sachant bien qu'il n'y a pas de source en ce lieu. Il faudra alors une dizaine d'hommes pour déplacer le rocher que Gaspard avait soulevé seul.
Cette apparition de saint Joseph est officiellement reconnue par l'Église catholique,.

### Construction de l'église
Face à l'arrivée très rapide des pèlerins, et à de nombreux dons de fidèles, les responsables communaux décident de faire construire une chapelle avec les sommes collectées. La décision est entérinée le 1er août par les édiles. Mais redoutant que les sommes collectées soient insuffisantes pour financer l'intégralité des travaux, il est décidé d'y ajouter une collecte faite dans tout le diocèse du Var. La chapelle est rapidement édifiée, car dès le mois de septembre 1660, les représentants de la paroisse demandent aux religieux desservant l'église de Notre-Dame de Grâce de venir officier dans cette nouvelle chapelle, au service des pèlerins. La chapelle devient rapidement trop petite pour accueillir les pèlerins. Une nouvelle église, plus grande, est mise en construction, elle est officiellement consacrée en 1663.
La « fontaine de saint Joseph » est un lieu important de ce premier sanctuaire : de nombreux pèlerins déclarent être guéris après avoir bu de son eau, ou à défaut, s'en être trouvés mieux,.
Voyant l'afflux de pèlerins, en plein été, dans une zone désertique, quelques commerçants décident d'ouvrir des débits de boisson à proximité du lieu afin de pouvoir « désaltérer les pèlerins » se rendant sur le lieu de l'apparition. Il s'ensuit des demandes de patente pour établir le commerce auprès des autorités de la ville, et une querelle juridique entre les représentants de la cité et le comte de Carcès, seigneur du lieu : tous deux estimant être en droit de percevoir les taxes sur ces nouveaux commerces. La joute juridique entre les deux autorités va durer jusqu'en 1663, date à laquelle un accord est finalement trouvé entre les parties,. Le village en 1661, puis le seigneur local en 1671 feront don aux religieux desservant les deux sanctuaires des terrains et forêts bordant leurs terrains. Des logements sont adjoints à l'édifice pour permettre de loger les prêtres desservant le sanctuaire, le petit couvent des pères oratoriens est ainsi construit à côté de l'église primitive. Dans leur couvent, les pères oratoriens accueillent et hébergent les pèlerins de passage.

### Révolution et reconstruction
À la Révolution, l'église et le monastère ne sont pas détruits, mais ils sont laissés à l'abandon. Si le couvent adjacent à l'église tombe en ruine, l'église est elle régulièrement entretenue par les curés du village, et deux ou trois messes par an y sont célébrées, spécialement le 19 mars, fête de la Saint Joseph,. 
En 1975, des religieuses bénédictines installées en Algérie au monastère Saint-Benoît de Médéa rentrent en France. Elles décident d'acquérir le sanctuaire bâti en 1663, et relever les ruines du couvent des pères Oratoriens du XVIIe siècle afin d'établir leur propre monastère. Puis elles agrandissent l'ensemble pour y aménager leur propre couvent. La consécration de l’autel a lieu le 3 décembre 1978. L’architecte Fernand Pouillon réalise les plans du monastère et dirige la construction, harmonisant les nouvelles constructions avec les anciennes constructions du XVIIe siècle,.
Mgr Dominique Rey, évêque du diocèse de Fréjus-Toulon, se rend en pèlerinage au sanctuaire de Cotignac le 17 mars 2012 et au cours de la messe, il consacre le diocèse de Fréjus-Toulon à saint Joseph,.
En février 2018, les huit religieuses bénédictines devenues âgées cèdent la place à des religieuses venue d'Argentine, la congrégation Mater Dei. Après un temps de transfert entre les religieuses, la nouvelle congrégation prend officiellement en charge le monastère en mars 2019,, avec six religieuses.
Aujourd'hui, le couvent des religieuses accueille également des pèlerines pour des retraites et de temps de solitude, mais uniquement les dames, jeunes filles ou religieuses (les hommes pouvant être hébergés au sanctuaire de Notre-Dame de Grâces). Un chemin relie les deux sanctuaires à travers la forêt, et permet aux pèlerins d'aller d'un lieu de culte à l'autre.

## Description
En dehors de l'église qui date du XVIIe siècle, les bâtiments du monastère sont l’œuvre de l’architecte Fernand Pouillon qui a réalisé les plans du monastère et dirigé la construction, harmonisant les nouveaux bâtiments à ceux du XVIIe siècle encore debout. L'œuvre réalisée est sobre, à la fois originale et traditionnelle.
En plus des religieuses, le couvent accueille et héberge des pèlerines de passage ou souhaitant prendre un temps de retraite.
Source
Depuis 1660, il coule en ce lieu une source d'eau, dont les pèlerins disent « qu'elle est source de nombreuses grâces » (par l'intercession de saint Joseph). Aujourd'hui la source est captée et alimente un robinet, librement accessible aux pèlerins.
Le sanctuaire
Un chemin de pèlerinage relie ce sanctuaire à celui de Notre-Dame de Cotignac, distant de 3 km environ. Ce chemin est orné de 6 oratoires représentant les grandes scènes de la vie de saint Joseph, d'après le Nouveau Testament.

## Activités
Les religieuses mènent une vie contemplative, priant sept offices par jour, ces temps de prière étant partagés avec les pèlerins et retraitants.
En lien avec le sanctuaire de Notre-Dame-de-Grâces (tout proche), des pèlerinages à Vierge Marie et saint Joseph, la Sainte Famille sont organisés sur ce lieu.
Des pèlerinages d'hommes et de femmes « désireux d'avoir des enfants », sont aussi bien organisés par le diocèse varois, que par d'autres et rassemblent au total chaque année des participants venant de toute la France.